# Автотранспортное предприятие
Автотранспортное предприятие (АТП) — организация, осуществляющая перевозки автомобильным транспортом, а также хранение, техническое обслуживание (ТО) и ремонт подвижного состава.

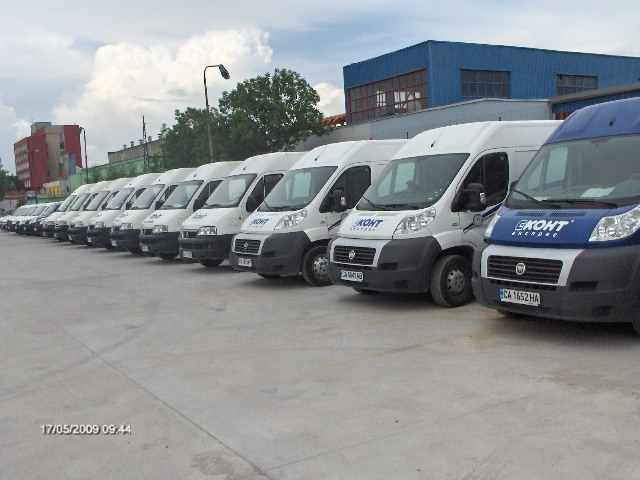
Подвижной состав автотранспортного предприятия

## Классификацияавтотранспортных предприятий

### по роду выполняемых работ
- грузовые,
- пассажирские (автобусные, таксомоторные, легковых автомобилей),
- грузопассажирские,
- специальные (скорой медицинской помощи, коммунального обслуживания и др.).

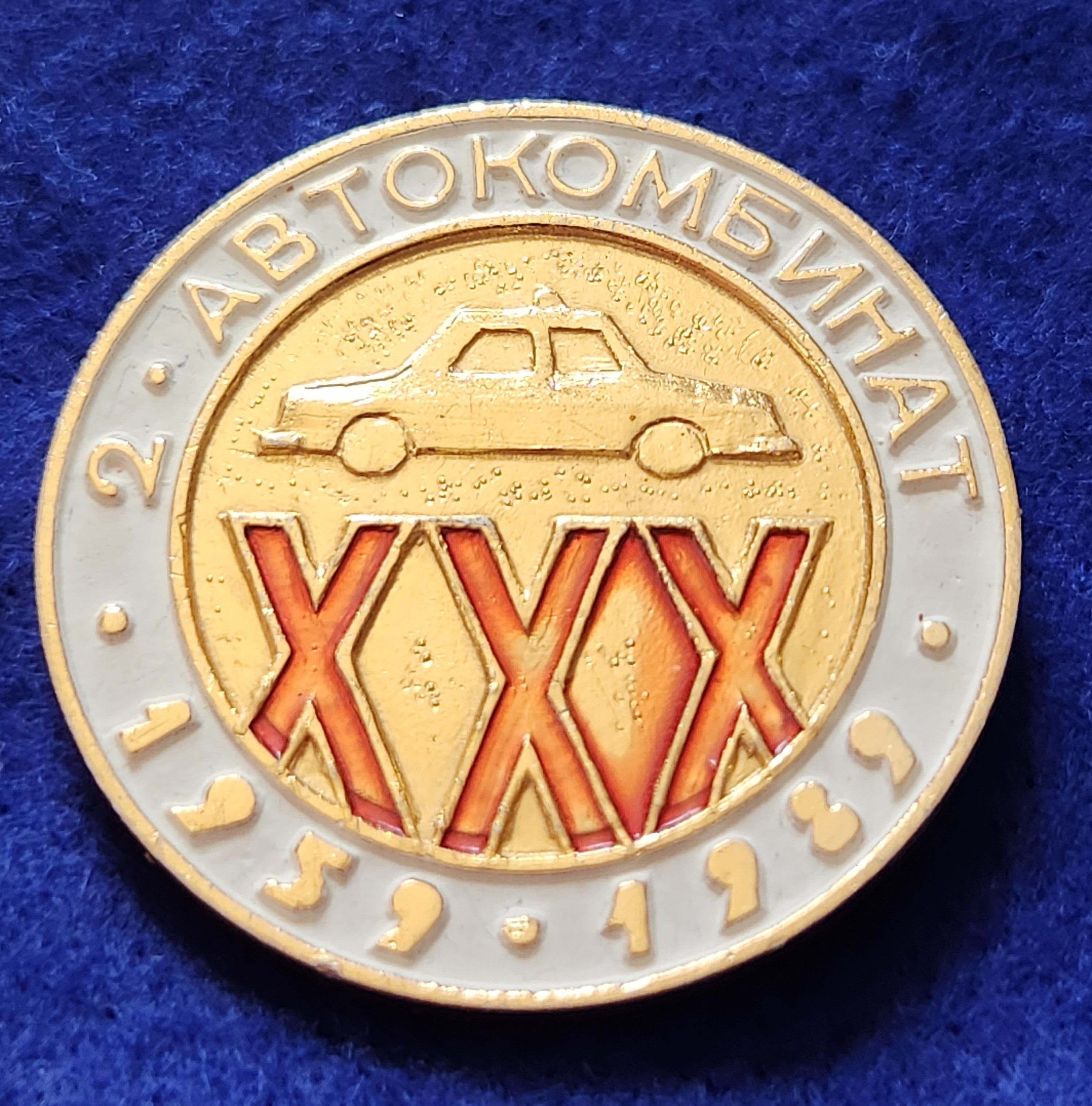
2 Автокомбинат XXX 1959-1989 значок

### по организации производственной деятельности
- автобаза — АТП малых размеров, как правило, вспомогательное подразделение крупного предприятия или крупной организации.
- автоколонна (автоотряд) — группа автомобилей, работающая в отрыве от основного АТП.
- автокомбинат — комплексное АТП с количеством автомобилей 700 и более, состоящее из основного предприятия и нескольких филиалов, расположенных в районах обслуживания перевозками.
- автопарк — АТП со стоянкой и техническим обслуживанием пассажирского транспорта общего пользования.

## История развития АТП в России и СССР

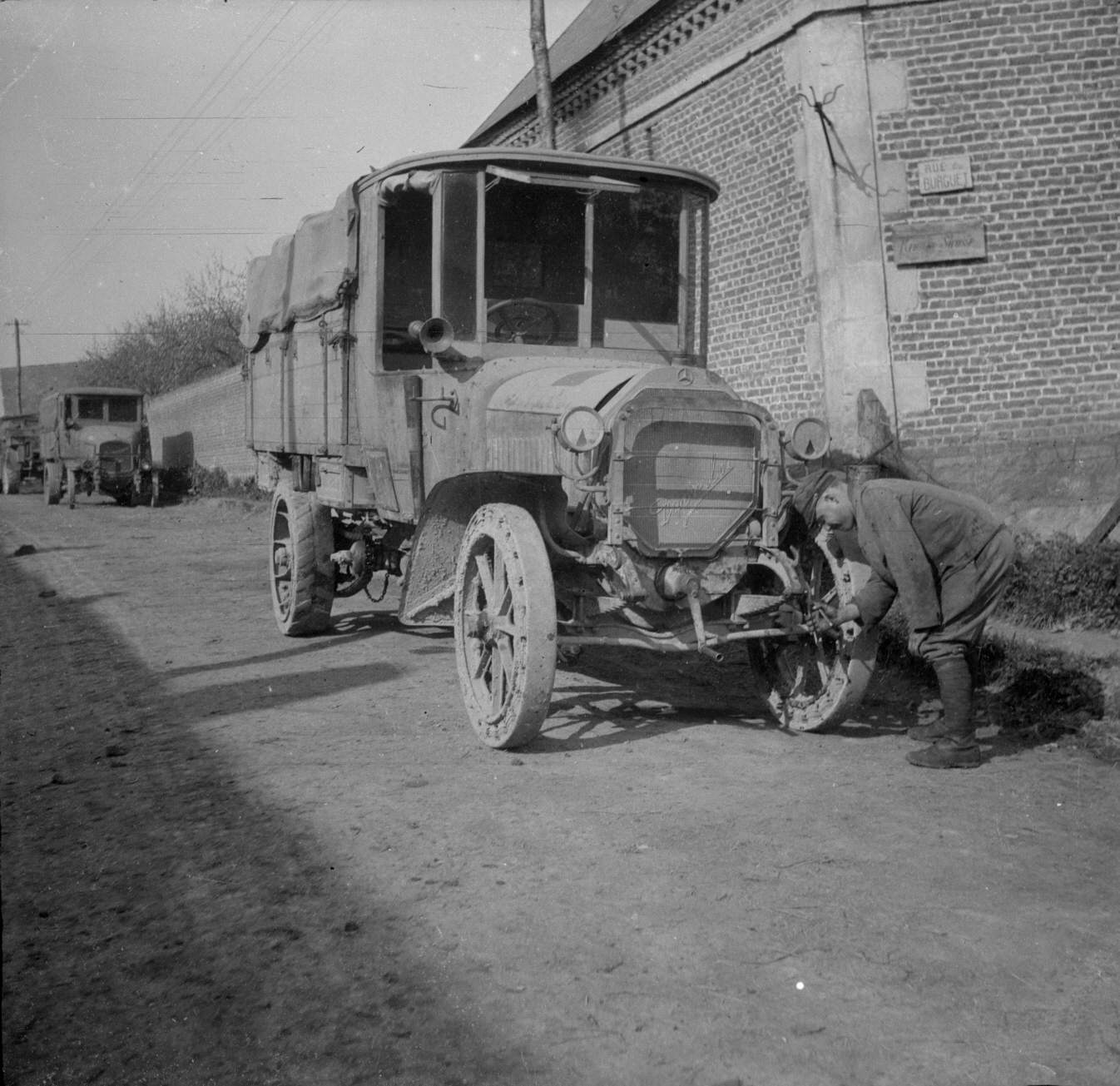
Колонна грузовиков, 1918 год

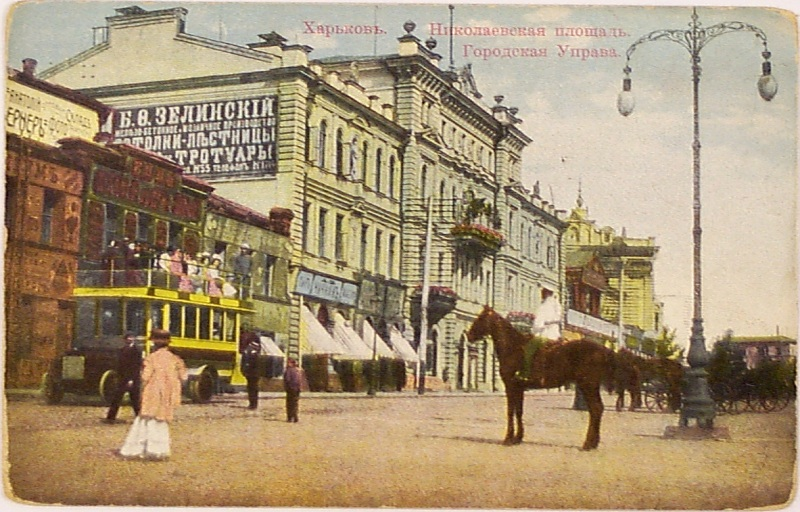
Двухэтажный автобус начала XX века в Харькове

Первое автотранспортное предприятие в России возникло в 1901 году и состояло из пяти автомобилей. Но в связи с возрастающей потребностью в грузоперевозках к 20-м годам XX века в стране насчитывалось более семнадцати тысяч грузовиков; к началу Великой Отечественной войны — уже около двухсот тысяч. Тем не менее, автомобили выполняли в основном функцию подвоза и вывоза грузов с ж/д станций, а основной грузооборот приходился на железнодорожный транспорт.
Новый этап в развитии автотранспортных предприятий начался в шестидесятых-семидесятых годах, в связи с возникновением новых предприятий и бурного строительства. На автомобильный транспорт приходилось около 80% всех грузовых и около 40% пассажирских перевозок. В 1963 году в СССР создано Главное управление международных автомобильных сообщений «Совтрансавто» Минавтотранса РСФСР.
В зависимости от подчинённости автотранспортные предприятия в СССР подразделялись на общего пользования и ведомственные. АТП общего пользования находились в ведении министерств автомобильного транспорта союзных республик и осуществляли перевозки для предприятий всех отраслей, а также централизованные и междугородные перевозки. В каждой АССР, крае и области существовали автотранспортные управления или тресты, руководящие работой АТП. Автомобильный транспорт ведомственного подчинения принадлежал министерствам, ведомствам, а также колхозам и совхозам и выполнял все виды технологических и хозяйственных перевозок грузов по обслуживанию конкретных предприятий и строек.
С распадом СССР объём автомобильных перевозок в России существенно снизился, однако в последние годы отрасль начала возрождаться: её рост в период с 2000 года по 2009 год составляет около 3% в год, объём международных автомобильных грузоперевозок вырос почти в 12 раз.
В настоящее время, подавляющее большинство грузовых АТП находится в частной собственности, а значительную часть автопарка составляет малотоннажный грузовой транспорт, доля перевозок которым составляет около 25% всего автомобильного грузооборота. В пассажирских перевозках основная часть принадлежит государству.

## Производственная структура АТП

Структура АТП

Классификация рабочих постов

Автотранспортное предприятие состоит из администрации и основных служб:
- эксплуатационной — организует и осуществляет перевозки грузов и пассажиров в соответствии с установленными планами и заданиями.
- технической — обеспечивает техническую готовность автомобилей к работе на линии, возглавляется главным инженером.
- обслуживающей — обеспечивает производство энергоресурсами, информационным обслуживанием, уборку помещений и территории, контролирует качество технического обслуживания и ремонта.

Техническая служба включает следующие подразделения: 
- производственно-вспомогательные цехи или участки: (агрегатный, слесарно-механический, электротехнический, аккумуляторный, топливной аппаратуры, ремонта холодильных установок, шиномонтажный, кузнечно-рессорный, мойки и смазки, сварочный, медницкий, кузовной, малярный);
- зону текущего ремонта;
- зону первого технического обслуживания;
- зону второго технического обслуживания;
- зону ежедневного осмотра.

К обслуживающей службе относятся:
- гараж-стоянка,
- АЗС,
- контрольно-технический пункт.

Технологический процесс ТО и ремонта автомобиля осуществляется на рабочих постах.
Различают два метода организации работ: 
- на универсальных постах — все работы данного вида ТО или ремонта производится на одном посту группой рабочих-универсалов, либо рабочих разных специальностей,
- на специализированных постах — объём работ данного вида ТО или ремонта расчленён с учётом однородности работ или рациональной их совместимости.

Работы на постах могут быть организованы параллельно, либо образовывать поточную линию.